# Alice in Videoland
Alice in Videoland var ett svenskt electroclash/electropunkband från Malmö. Bandet bildades maj 2002. Namnet är taget ifrån Commodore 64-spelet Alice in videoland (Audiogenic) från 1984. Gruppen vann Scandinavian Alternative Music Awards två gånger, som bästa nykomling 2004 och bästa artist 2006. Bandet inledde sin avskedsturné 2018.
Alice in Videoland släppte fyra studioalbum, det första 2003 och det sista 2011, ett samlingalbum 2019 och ett antal singlar. Utomlands genomförde bandet spelningar i Finland, Lettland, Norge och Ryssland, och gav även ut skivor i USA, Kanada och Frankrike.

## Historia

### Början ochMaiden Voyage(2002–2004)
Alice in Videoland bildades maj 2002 av Toril Lindqvist och keyboardisten Calle Lundgren. Lindqvist spelade vid tiden gitarr i den gitarrbaserade musikgruppen The Models men hade börjat få idéer som inte passade musikgruppen. Hon tog kontakt med Calle Lundgren, en bekant som hade tidigare spelat i Nemo – en musikgrupp med inriktning på electronic body music. Toril Lindqvist kommenterade i en intervju 2003 att Lundgren var skeptisk men att resultatet redan från starten var bättre än de trodde det skulle bli. Gruppens namn kom från ett datorspel släppt 1984 till Commodore 64. En önskan att ha ett mer organiskt sound ledde till att trumslagaren Anders Alexander gick med i gruppen. Under en period fram till sent 2003 var även Anders Lundgren, bror till Calle, med i gruppen som andra keyboardist. I samband med att Anders Lundgren lämnade gruppen togs in basisten Johan Dahlbom.
Alice in Videolands första demo blev utsedd till månadens demo i Sveriges Radio P3. Efter dess skrev bandet kontrakt med skivbolaget National. 2003 släpptes den första singeln, ”Dance with me”. Bandet spelade på Arvikafestivalen sommaren samma år. Bandets debutalbum, Maiden Voyage, släpptes november 2003 och hamnade i Aftonbladets Innelistan. Det kommenterades där att albumet var "en rätt skön blandning av synt, rock och något märkligt elektroniskt blippande". Roland Klinga skrev i Norrköpings Tidningar att albumet innehöll "inga melodier som ens hänger kvar om jag koncentrerar mig". Mattias Boström konstaterade i Sundsvalls Tidning att ett spår utmärkte sig men att albumet var "hämmat och hårt hållet".
Efter utgivningen av Maiden Voyage inleddes en turné i Sverige. Före årsslutet hade Alice in Videoland kallats av svensk media för "synthvärldens nya darlings" och hade fått beröm för deras "bubblande och sprakande livéframträdanden". Norska Aftenposten var av liknande åsikt och beskrev i januari 2004, inför bandets första spelning i Norge, Alice in Videoland som "ett av Sveriges bästa liveband." Vid Scandinavian Alternative Music Awards 2004 nominerades Alice in Videoland till bästa nykomling och bästa artist, och Maiden Voyage nominerades till bästa album. Bandet vann i kategorin bästa nykomling. Samma år började bandet använda den av Anders Alexander ägda och drivna Kinga Studio i Malmö.

### Outrageous!ochShe's A Machine(2005–2008)
Efter att Calle Lundgren också lämnat bandet tog Dominique över på keyboards/programmering men även han lämnade bandet för sina egna projekt och gitarristen Martin Kenzo tog över.
Gruppens andra skiva, Outrageous!, kom ut hösten 2005, och är musikaliskt en fortsättning på samma spår som debutalbumet ”Maiden Voyage” inledde: en blandning av synt, pop, retrosynth, disco och punk som här är mer koncentrerad, tyngre och lite tuffare. Vid Scandinavian Alternative Music Awards 2006 nominerades Alice in Videoland till årets skandinaviska artist och Outrageous! till årets skandinaviska album. Bandet vann i kategorin  årets skandinaviska artist.
Våren 2008 kom albumet She's A Machine där samarbete med bland annat The Sounds finns med samt med en del spelningar runt om i landet. Skivan släppyrs i flera länder utomlands, i bland annat USA, Mexiko, Australien, Ryssland och Kanada. Martin Björkman på Sundsvalls Tidning menade att det punkiga i gruppens musik hade nedtonats jämfört med Outrageous! och att bandet inte längre spelade electropunk. Toril Lindqvist angav i en intervju april 2008 att bandet hade haft som avsikt att skriva nytt material direkt efter att Outrageous! släpptes men avstod i brist på inspiration.

### A Million Thoughts and They’re All About You(2009–2011)
Sommaren 2009 släpptes singeln "Psychobitch". Alice in Videolands femte och sista spelning på Arvikafestivalen skedde 2010. Bandet kallades även för något av ett husband för festivalen. A Million Thoughts and They’re All About You, Alice in Videolands fjärde album, släpptes februari 2011. I Sverige släpptes plattan på Sound Pollution och internationellt på Artoffact Records. Albumets första singel, "Spaceship", hade släppts våren 2010. "Spaceship" gav bandet deras högsta listplacering i Sverige. Flera av låtarna på albumet handlar om sex och Toril Lindqvist menade att bandet ville "visa att det inte är så konstigt." Låten "Something new" från albumet användes i en TV-reklam för Mercedes-Benz som sändes i Schweiz, Tyskland och Österrike.

### "Let Go",Foreveroch slutet (2012–2019)
Efter A Million Thoughts and They’re All About You blev bandet overksamt och förblev så flera år framöver. Detta berodde på att Toril Lindqvist bodde utomlands. En musikvideo till "Spaceship" släpptes 7 augusti 2012 och bestod av material som spelats in två år tidigare. Tidigt 2014 började Lindqvist och Alexander att skriva nytt material tillsammans. Detta ledde till planer på att släppa Forever, som skulle blivit bandets femte album, 2015. Första singeln från albumet blev "Let Go" (B-spår "Emily"), som släpptes 15 maj 2015 på Diket Records. November 2015 hade albumets release skjutits upp till början av 2016. Albumet kom inte att släppas.
2018 meddelades att bandet skulle läggas ned i syfte att medlemmarna kunde ”fokusera på andra saker i livet”. En avskedsturné inleddes med spelningar i Malmö och Göteborg (båda november 2018), Kalmar (mars 2019) och Stockholm (april 2019).

## Influenser och musikstil
Bandet har nämnt Deutsch-Amerikanische Freundschaft, Iron Maiden och Rob Hubbard som influenser. Patrik Andersson på Göteborgs-Posten menade kort efter att Maiden Voyage hade släppts att dessa skulle tas med en nypa salt men att det gick att spåra influenser från Deutsch-Amerikanische Freundschaft. Lindkvist menade vidare att bandet blandade in rockelement i syntmusik. Johanni Sandén menade att Alice in Videoland inte lyckats skapa något relevant av sina influenser.
Toril Lindqvist kommenterade bandets fjärde album, A Million Thoughts and They're All About You, och menade att bandet hade försökt att gå lite mer åt en dansgolvsvänlig och elektronisk riktning men att det inte riktigt blivit så. Anton Lindskog konstaterade att A Million Thoughts and They're All About You "tog en mer klubborienterad, elektronisk ritning". Inför den planerade utgivningen av Forever var Lindqvists åsikt att albumet stilmässigt inte skiljde sig så mycket från tidigare material.

## Diskografi

### Studioalbum
- Maiden Voyage (november 2003)[11]
- Outrageous! (2005)[3]
- She's A Machine (2008)[3]
- A Million Thoughts and They’re All About You (februari 2011)[19]

### Samlingsalbum
- Best Of (2019)[3]

### Singlar
- "Dance With Me" (2003)[3]
- "The Bomb" (2003)[3]
- "Got To Go" (2003)[3]
- "Going Down" (2004)[3]
- "Cut the crap" (2005)[3]
- "Badboy" (2005)[3]
- "Radiosong" (2005)[3]
- "Numb"[30] (2008)
- "We Are Rebels" (2008)[3]
- "Psychobitch" (2009)[3]
- "Spaceship" (2010)[3]
- "Let Go" (14 maj 2015)[6]

## Priser och utmärkelser
| År   | Ceremoni                              | Kategori             | Mottagare          | Resultat  |
| ---- | ------------------------------------- | -------------------- | ------------------ | --------- |
| 2004 | Scandinavian Alternative Music Awards | Bästa album          | Maiden Voyage      | Nominerad |
| 2004 | Scandinavian Alternative Music Awards | Bästa artist         | Alice in Videoland | Nominerad |
| 2004 | Scandinavian Alternative Music Awards | Bästa nykomling      | Alice in Videoland | Vann      |
| 2006 | Scandinavian Alternative Music Awards | Skandinaviska album  | Outrageous!        | Nominerad |
| 2006 | Scandinavian Alternative Music Awards | Skandinaviska artist | Alice in Videoland | Vann      |